# ۸میلی‌متری ۲
۸میلی‌متری ۲ (انگلیسی: 8mm 2) فیلمی در ژانر مهیج و درام است که در سال ۲۰۰۵ منتشر شد.

## خلاصه داستان
یک دیپلمات آمریکایی و دوست دخترش سعی دارند بفهمند که چه کسی از آن‌ها برای پخش ویدئوی آن دو اخاذی می‌کند…

## بازیگران
- جاناتان شیچ
- لری هیورینگ
- بروس دیویسن
- جولی بنز
- زیتا گوروگ
- سندرا شاین
- آنت دان